# Strophopteryx appalachia
Strophopteryx appalachia är en bäcksländeart som beskrevs av William Edwin Ricker och Ross 1975. Strophopteryx appalachia ingår i släktet Strophopteryx och familjen vingbandbäcksländor. Inga underarter finns listade i Catalogue of Life.